# Paolo Bargiggia
Paolo Bargiggia (Pavia, 3 novembre 1962) è un giornalista e conduttore televisivo italiano.

## Biografia
Laureato in scienze politiche all'Università di Pavia, nel 1986 collabora per un anno con il quotidiano locale la Provincia Pavese. Nel 1989 approda come collaboratore alla redazione milanese del Corriere dello Sport - Stadio, occupandosi di calciomercato relativo alla Serie B e alla Serie C; quindi, nel 1992 diviene giornalista professionista e si occupa quasi subito di calcio, principalmente delle squadre milanesi, e di calciomercato.
Nel 1994 approda alla redazione Sport Mediaset, dove continua a occuparsi di calcio come inviato, curatore e conduttore di trasmissioni sportive, e di speciali sul calciomercato; poi, nel 2006 gli viene affidata la conduzione di Domenica Stadio, trasmissione in onda su Italia 1 che si occupa delle interviste dagli spogliatoi a conclusione delle partite di Serie A.
Dal mese di settembre 2009 conduce sul digitale terrestre di Mediaset Premium Pressing Champions League e il settimanale dell'Europa League su Rete 4; sempre su Mediaset Premium, dal 14 maggio 2012 partecipa alla trasmissione Calciomercato come esperto di mercato.
Terminata l'esperienza a Mediaset dopo più di venticinque anni, dal 4 gennaio 2021 conduce Senza filtri su Sportitalia nella fascia oraria 19.30-20.30.
Nell'agosto del 2022, come esperto di mercato, entra a far parte della squadra de Il processo di 7gold su 7 Gold con la sua rubrica Il Mercato di Paolo Bargiggia. Segue poi l’esperienza a Diretta studio.

## Attivismo politico
Dal 5 settembre 2017 all'11 settembre 2018 ha collaborato con Il Primato Nazionale, testata di riferimento del movimento Casa Pound, occupandosi della rubrica calcistica in rete Il martedì di Bargiggia e di quella cartacea A gamba tesa. 
Nel 2015 ha dichiarato in un tweet che intendeva bloccare quelli che classifica come «fan di zingari e cultura gay».. Nel 2018 un suo tweet sulla finale di coppa del mondo in cui classifica gli abitanti della Croazia come identitari, fieri e sovranisti, contrapponendoli alla Francia, definita un crogiolo di razze e religioni ha portato Tgcom24 e Sportmediaset a dissociarsi «fermamente dalle affermazioni dal tenore e dal contenuto razzista pubblicate da Paolo Bargiggia sul suo account personale di Twitter, in particolare quelle legate alla finale mondiale tra Francia e Croazia».

## Opere
- I segreti del calciomercato. La storia vera e le grandi esclusive di un giornalista in prima linea, Altaforte Edizioni, 2019.